# نیو لاندن (کنتیکت)
نیو لاندن، کنتیکت (به انگلیسی: New London, Connecticut) یک شهر در ایالات متحده آمریکا است که در شهرستان نیو لاندن، کنتیکت واقع شده‌است.

## خصوصیات
نیو لاندن ۲۷٫۹ کیلومترمربع مساحت و ۲۷٬۶۲۰ نفر جمعیت دارد و ۱۷ متر بالاتر از سطح دریا واقع شده‌است.

## نگارخانه

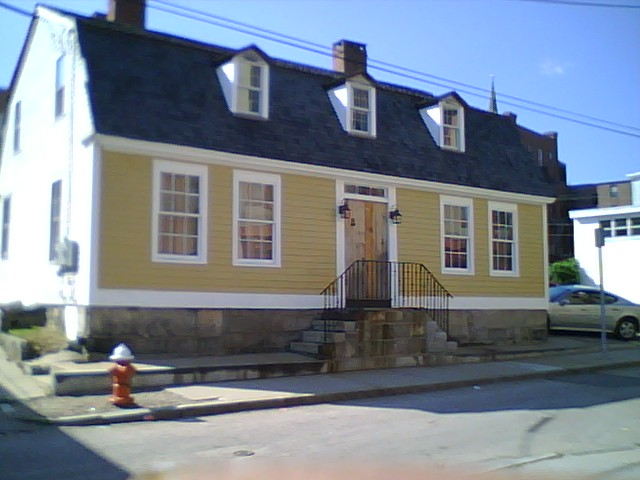
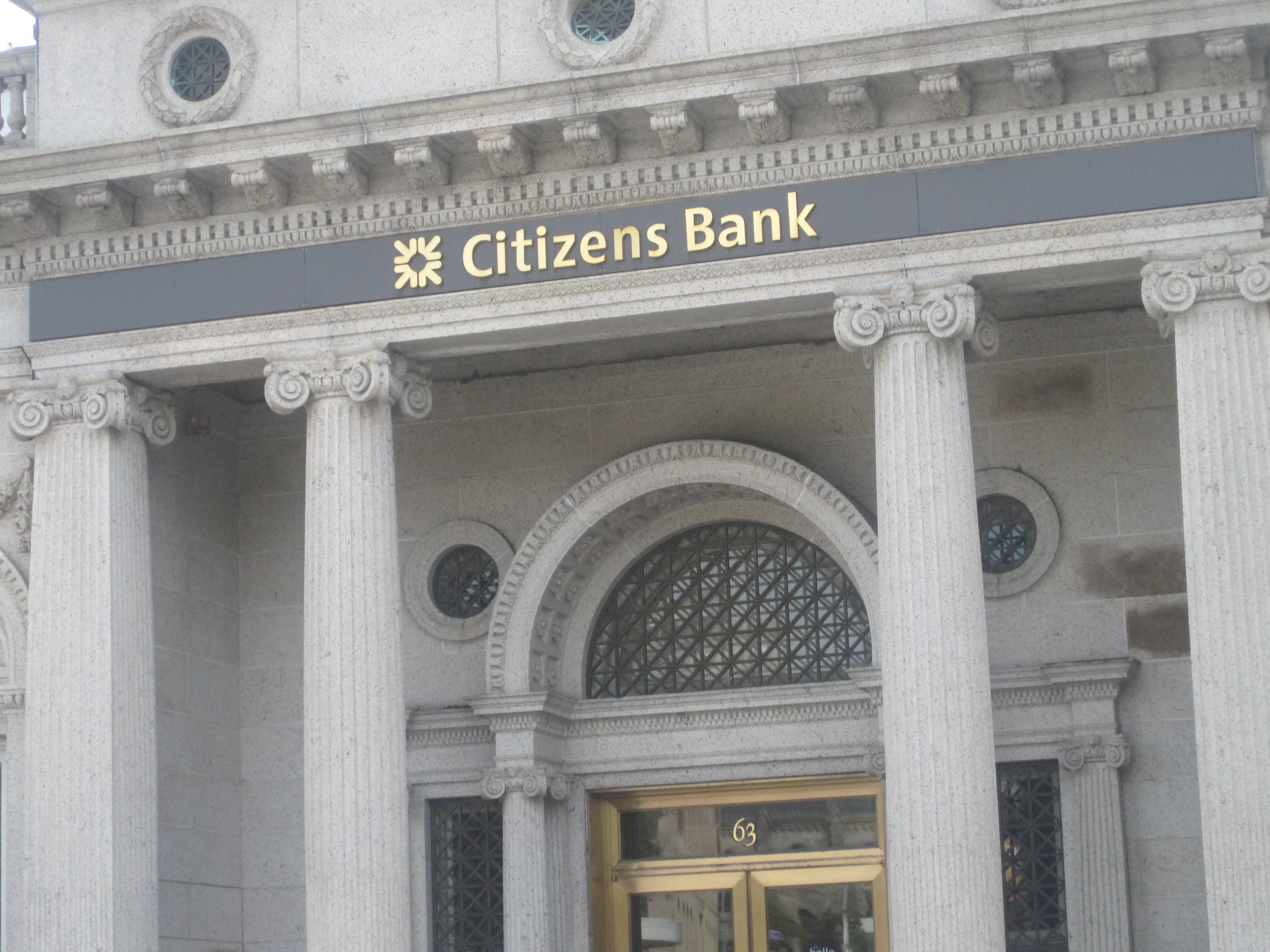
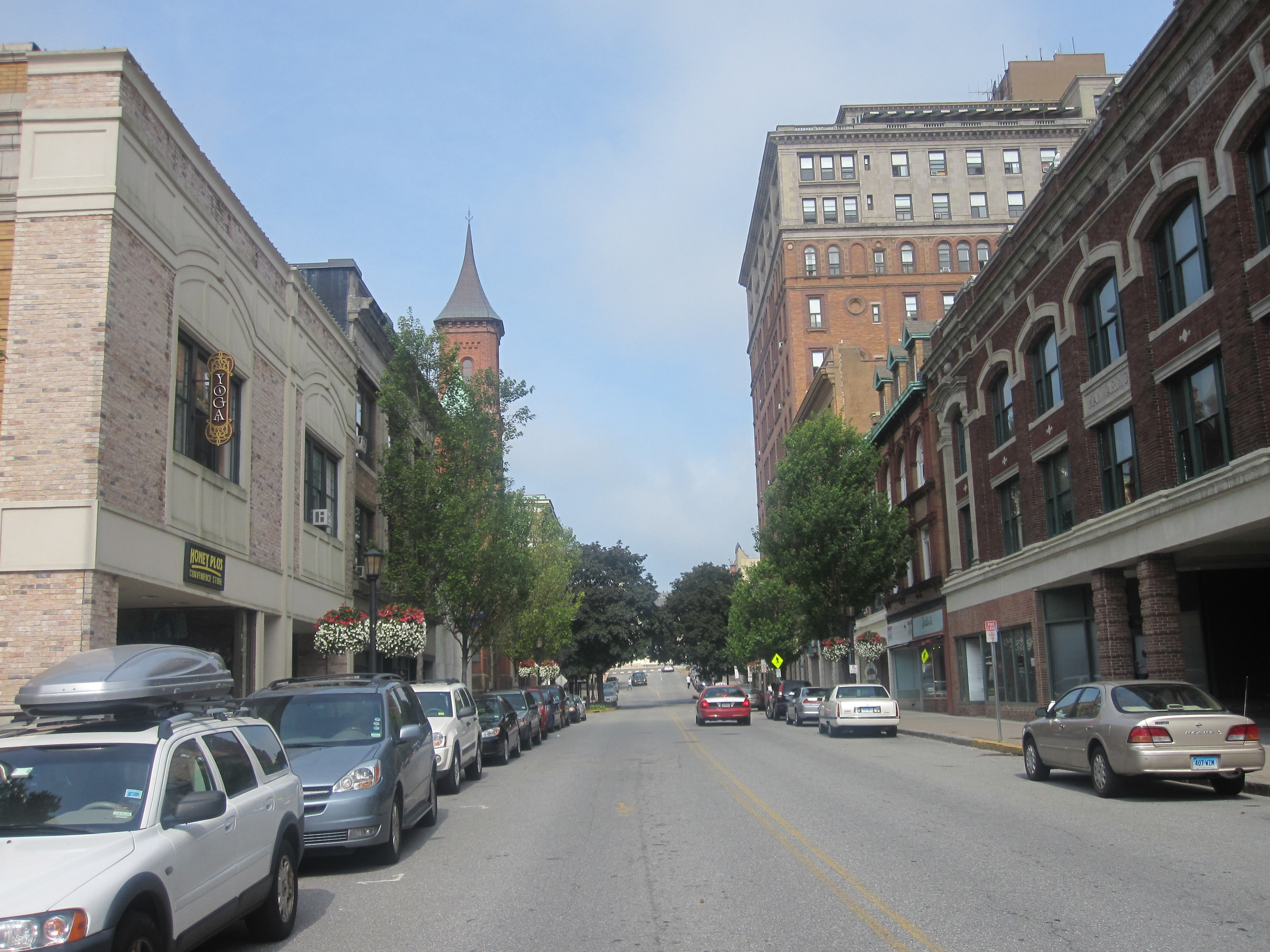
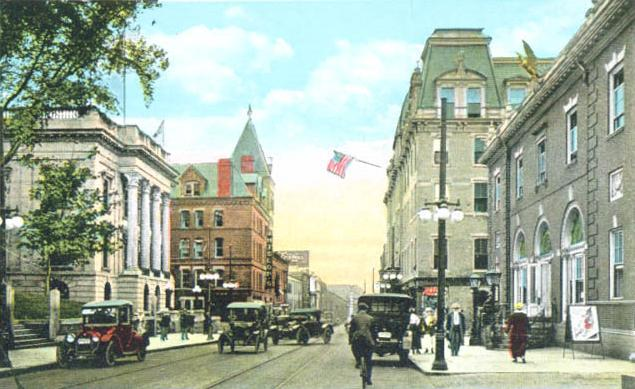